# Tabanus kiangsuensis
Tabanus kiangsuensis är en tvåvingeart som beskrevs av Krober 1933. Tabanus kiangsuensis ingår i släktet Tabanus och familjen bromsar. Inga underarter finns listade i Catalogue of Life.